# 伊利亚学派
伊利亚学派是前苏格拉底哲学学派，由巴门尼德在公元前5世纪在古城韦利亚创办。学派成员包括芝诺和麦里梭。色诺芬尼有时也被认为是该学派的一员，但也有人不同意这一看法。伊利亚今天的名字是韦利亚，曾是古希腊殖民地位于如今意大利南部的坎帕尼亚。